# C'est l'hiver
Pour plus de détails, voir Fiche technique et Distribution.
C'est l'hiver (titre original : Zemestan) est un  film franco-iranien réalisé par Rafi Pitts, sorti en 2006.

## Synopsis
C'est l'hiver raconte des histoires croisées d'hommes au chômage en Iran, et contraints au départ afin de trouver du travail. Le film raconte l'histoire d'un homme qui perd son travail, part à l'étranger et laisse sa femme seule avec leur enfant. L'homme tarde à donner des nouvelles et pendant ce temps sa femme se dirige vers un autre homme en transit, un mécanicien venu travailler dans la région.

## Fiche technique
- Titre : C'est l'hiver
- Titre original : Zemestan
- Réalisation : Rafi Pitts
- Scénario : Mahmoud Dowlatabadi, Rafi Pitts
- Photographie : Mohammad Davudi
- Montage : Hassan Hassandoost
- Musique : Hossein Alizadeh, Mohammad Reza Shajarian
- Décors : Nezam Madani
- Producteur : Rafi Pitts, Mohammad Mehdi Dadgo
- Société de production : Celluloid Dreams
- Pays de production :  Iran,  France
- Langue : persan
- Format : couleur - Dolby Digital - 35 mm
- Durée : 86 minutes (1 h 26)
- Genre : drame
- Dates de sortie : 
  - Allemagne : 14 février 2006 (Berlinale)
  - France : 5 juillet 2006
  - Iran : 11 janvier 2007

## Distribution
- Mitra Hajjar : Khatoun
- Ali Nicksaulat : Marhab
- Said Orkani : Ali Reza
- Hashem Abdi : Moktar
- Zahra Jafari : la jeune fille
- Naser Madahi : le patron
- Safari Ghassemi : la grand-mère
- Valiollah Sali : le patron de Mokhtar
- Hossein Hadgbegi : le propriétaire du café
- Mohammad Nazari : le serveur
- Leila Solymani : la prostituée
- Ali Fanaian : le policier